# اختفاء أخوات السويدي
في شباط / فبراير 2015 اختفت ثلاث شقيقات من دولة الإمارات العربية المتحدة وهن أسماء، مريم ثم خليفة السويدي. في بادئ الأمر لم تتكشف خيوط القضية ولم يُعرف سبب الاختفاء لكن تبين فيما بعد أن السلطات الإماراتية هي من قامت بعملية الاختطاف -أو بالأحرى اعتقال قسري- وذلك بسبب استعمال الشقيقات الثلاث لموقع التواصل الاجتماعي تويتر والتغريد فيه.
كتبت الأخوات الثلاث عبر حساب مشترك لهن على تويتر تغريدة قالت فيها إحداهن: «أفتقد أخي» وذلك في إشارة إلى شقيقها عيسى السويدي واحد من الـ 69 شاباً الذين حُكم عليهم عام 2013 بالسجن 10 سنوات وذلك بعد إدانته بتهمة وجود صلات مشبوهة مع «جمعية الإصلاح» وهي مجموعة إسلامية اتهمتها حكومة الإمارات العربية المتحدة بالتآمر من أجل الإطاحة بها. جرت المحاكمات بشكل سري وقد أثارت الكثير من الجدل حينها خاصة ادعاء الحكومة أن الشباب حاول إسقاطها. أكّد العديد من أقارب السجناء أنهم تعروضوا للمضايقة والترهيب كما تم القبض عليهم بعد انتقادهم لإجراءات الحكومة أو بعد نشرهم على مواقع التواصل أخبار عن التعذيب الذي تعرض له المعتقلون في مراكز الاحتجاز السرية. وفقا لنظمة العفو الدولية التي تعنى بالدفاع عن حقوق الإنسان فإن الإخوة الثلاث قد يتعرضن للتعذيب أو غيره من ضروب سوء المعاملة حسب سجل الإمارات السيء نوعاً ما في معاملة مواطنيها؛ فيما قال التحدث باسم المنظمة أنه وجب على السلطات إطلاق سراح كل المعتقلات فورا وبدون قيود كما يجب باقي المعتقلين الذين عبروا عن رأيهم بشكل سلمي.

## تفاصيل الاعتقال
تمّ استدعاء الأخوات الثلاث إلى مركز الشرطة في أبوظبي للاستجواب قبل أن تتلقى أمهم مكالمة هاتفية من الأمن الوطني في اليوم التالي ويُخبروتها فيها أن بناتها على ما يُرام دون تقديم مزيد من المعلومات. تعتقد حكومة الإمارات العربية المتحدة أن الإخوة الثلاث ينتمين لجمعية الإصلاح والتوجيه الاجتماعي ذات الصلة بجماعة الإخوان المسلمون والتي تم تصنيفها كمنظمة إرهابية من قبل السلطات الإماراتية. أدان مركز الإمارات لحقوق الإنسان والذي يقع مقره في المملكة المتحدة الاحتجاز القسري، ووصفه بأنه «تعسفي» و«ينتهك القانون الإماراتي».

## الإفراج
في 15 مايو 2015؛ توقفت سيارة شرطة قبالة منزل العائلة ثم ألقت بالإخوة الثلاث في طريقة مهينة وطلبوا منهم عدم تكرار الأمر. بعد الواقعة ذكر سعيد بومدوحة نائب مدير منظمة العفو الدولية في منطقة الشرق الأوسط وشمال أفريقيا أنه من غير الواضح ما إذا كانت الشابات قد عانين من «ضغوطات» خلال احتجازهن لكن الطريقة التي تم بها كل هذا لم تكن «حسنة» طبعاً.